# Johannes Albert
Johannes Albert (* 1875 in Gattung (russisch: Гаттунг) Wolgadeutsche Republik; † 1954 in der Kasachischen Sozialistischen Sowjetrepublik) war ein deutsch-russischer römisch-katholischer Geistlicher und Märtyrer. 

## Leben
Johannes Albert stammte aus einer wolgadeutschen Bauernfamilie. Er studierte Theologie am Priesterseminar Saratow und wurde am 8. September 1897 von Bischof Anton Zerr von Tiraspol zum Priester geweiht. Er war ab 1901 Pfarradministrator in Mariental (heute:  Marjaniwka) und von 1905 bis 1935 Pfarrer im schwarzmeerdeutschen Kandel (heute  Lymanske) bei Odessa. Im Zuge des in den 1930er Jahren in der Sowjetunion einsetzenden Massenterrors wurde er 1935 verhaftet, zu 10 Jahren Straflager verurteilt und anschließend nach Nord-Kasachstan verbannt. Dort war er bis zu seinem Tod Schafhirte. 

## Gedenken
Die Römisch-katholische Kirche in Deutschland nahm Pfarrer Johannes Albert als Märtyrer in das deutsche Martyrologium des 20. Jahrhunderts auf.